# Mroczkowice (województwo dolnośląskie)
Mroczkowice (niem. Egelsdorf) – wieś w Polsce, położona w województwie dolnośląskim, w powiecie lwóweckim, w gminie Mirsk.

## Położenie
Mroczkowice to duża wieś o długości około 2,4 km leżąca na Pogórzu Izerskim, w południowej części Kotliny Mirskiej, na lewym brzegu Kwisy, na wysokości około 360–395 m n.p.m.

## Podział administracyjny
W latach 1954–1959 wieś należała i była siedzibą władz gromady Mroczkowice, po jej zniesieniu w gromadzie Krobica. W latach 1975–1998 miejscowość położona była w województwie jeleniogórskim.

## Historia
Mroczkowice, mimo przejścia Okręgu Kwisy w 1346 roku pod panowanie czeskie, pozostały przy Śląsku. W 1557 roku osiedlono tu górników zatrudnionych w Gierczynie. Ze względu na położenie nad Kwisą wieś wielokrotnie cierpiała z powodu powodzi. W XVIII i XIX wieku czynna tu była fabryka papieru. W 1825 roku było tu 98 domów,szkoła ewangelicka z nauczycielem i młyn papierniczy, a wśród mieszkańców było 2 szmuklerzy i 2 tkaczy lnu. W 1840 roku liczb domów wzrosła do 115, pracował tu młyn papierniczy, cegielnia, 4 szynki, 18 warsztatów bawełnianych i 4 lniane. W 1909 roku przez Mroczkowice przeprowadzono linię kolejową z Mirska do Świeradowa-Zdroju, co jednak nie ożywiło miejscowości, z przystankiem Mroczkowice.
Po 1945 roku nie zaszły większe zmiany, wieś nieco się wyludniła. W latach 1945–1947 Mroczkowice nosiły nazwę Genin. W latach 80. XX wieku zlikwidowano linię kolejową. W 1988 roku było tu 51 indywidualnych gospodarstw rolnych.

## Demografia
W połowie roku 2000 ludność wsi liczyła 284 osoby. Według Narodowego Spisu Powszechnego (III 2011 r.) posiadała 287 mieszkańców.

## Szlaki turystyczne
Przez Mroczkowice przechodzi szlak turystyczny:
- prowadzący z Pobiednej do Mlądza.

## Sport
Na granicy Mroczkowic i Orłowic znajduje się boisko klubu piłkarskiego Żubr Mroczkowice (zał. w roku 1966), grającego w klasie B grupy jeleniogórskiej III. W sezonie 2006/2007 klub zajął 3. miejsce. Po zakończeniu sezonu klub zmienił nazwę na Kwisa Mroczkowice. Sezon 2007/2008 zespół ten zakończył na 2. pozycji (najlepszy wynik w historii klubu), tuż za LZS Radostów.